# Makalata obscura
Makalata obscura (темний озброєний деревний щур) — вид гризунів родини щетинцевих, відомий тільки з оригінального опису, зробленого в Бразилії.